# Strange Evidence
Strange Evidence é um filme policial britânico de 1933, dirigido por Robert Milton e estrelado por Leslie Banks, George Curzon, Carol Goodner e Frank Vosper.

## Elenco
- Leslie Banks - Francis Relf
- Carol Goodner - Marie / Barbara Relf
- George Curzon - Stephen Relf
- Frank Vosper - Andrew Relf
- Norah Baring - Clare Relf
- Haidee Wright - Sra. Relf
- Lyonel Watts - Henry Relf
- Lewis Shaw - Larry
- Diana Napier - Jean